# حركة فوكولاري
حركة فوكولاري هي منظمة عالمية تهدف إلى نشر أفكار السلام و الأخوة الإنسانية.

## تاريخ
تأسست الحركة عام 1943 على يد كيارا لوبيك في مدينة ترينتو الإيطالية كحركة دينية مسيحية ولكنها الآن توسعت لتقبل أعضاء من مختلف الأديان بما في ذلك الملحدين.
1. 1 2   https://www.vatican.va/roman_curia/pontifical_councils/laity/documents/rc_pc_laity_doc_20051114_associazioni_en.html. {{استشهاد ويب}}: |url= بحاجة لعنوان (مساعدة) والوسيط |title= غير موجود أو فارغ (من ويكي بيانات) (مساعدة)